# Brian Lewis (Leichtathlet)
Brian Lewis (* 5. Dezember 1974 in Sacramento, Kalifornien) ist ein US-amerikanischer Leichtathlet und Olympiasieger.
Zu Beginn seiner Karriere, bis zur neunten Klasse, spielte Brian Lewis Baseball (sein Vater und sein Bruder sind professionelle Baseballspieler). Er begann mit der Leichtathletik, weil er nicht von seinem Vater trainiert werden wollte.
Lewis war Mitglied der amerikanischen 4-mal-100-Meter-Staffel, welche die Weltmeisterschaften 1997 nicht erfolgreich beendete. Bei den Goodwill Games 1998 wurde Lewis Dritter im 100-Meter-Lauf.
1999 wurde Lewis US-amerikanischer Meister über 100 Meter. Er war dann Dritter Läufer der 4-mal-100-Meter-Staffel, die bei den Weltmeisterschaften in Sevilla Gold holte.
Bei den Olympischen Spielen 2000 in Sydney wurde Lewis ebenfalls als dritter Läufer Goldmedaillengewinner mit der 4-mal-100-Meter-Staffel. Die anderen Läufer waren: Jon Drummond, Bernard Williams und Maurice Greene.
Seine Bestzeit über 100 Meter ist 9,99 s (2002) und über 200 Meter 20,06 s (2000).